# Adelegg
Adelegg – pasmo górskie w Niemczech w krajach związkowych Badenia-Wirtembergia i Bawaria. Najwyższym szczytem jest Ursersberg (1129 m n.p.m.). Jest częścią Przedgórza Alpejskiego (niem. Alpenvorland).